# Championnat de Belgique de football 1901-1902
Navigation
Saison précédente Saison suivante
Le championnat de Belgique de football 1901-1902 est la septième saison du championnat de première division belge. Son nom officiel est « Division d'Honneur ». La fédération belge revient à un système de deux poules géographiques, dont les deux premiers de chaque série se rencontrent ensuite lors d'un tour final pour l'attribution du titre.
La compétition oppose un total de onze clubs, soit deux de plus par rapport à la saison précédente. L'Antwerp fait son retour parmi l'élite et ne quittera ensuite plus jamais les deux plus hautes divisions nationales. Ensuite, l'Union Saint-Gilloise fait ses débuts dans la compétition après avoir remporté le championnat de « Division 2 ».
Le Racing Club de Bruxelles, champion en titre, le conserve au terme d'un test-match épique face au Léopold. C'est le troisième titre de rang pour le club bruxellois, exploit qu'il est le premier à réussir, et le quatrième au total.

## Clubs participants
Onze clubs prennent part à la compétition, c'est deux de plus que lors de l'édition précédente. Ceux dont le matricule est mis en gras existent toujours aujourd'hui.
| #  | Nom                                  | Mat. | Ville      | Terrain                                      | En D1 depuis (série) | Total en D1 | Saison précédente |
| -- | ------------------------------------ | ---- | ---------- | -------------------------------------------- | -------------------- | ----------- | ----------------- |
| 1  | Antwerp Football Club                | 1    | Anvers     | Zuremborg (au centre du Vélodrome)           | 1901-1902 (1re)      | 6e          | N/A               |
| 2  | Beerschot Athletic Club              | 13   | Anvers     | Kiel                                         | 1900-1901 (2e)       | 2e          | 2e                |
| 3  | Cercle Sportif Brugeois              | 12   | Bruges     | près de la Smedenpoort                       | 1899-1900 (3e)       | 3e          | 9e                |
| 4  | Football Club Brugeois               | 3    | Bruges     | Het Ratteplein                               | 1898-1899 (4e)       | 5e          | 8e                |
| 5  | Athletic & Running Club de Bruxelles | N/A  | Uccle      | ?                                            | 1896-1897 (6e)       | 6e          | 4e                |
| 6  | Léopold Club de Bruxelles            | 5    | Uccle      | Sukkelweg,Parc Brugmann                      | 1895-1896 (7e)       | 7e          | 3e                |
| 7  | Racing Club de Bruxelles             | 6    | Uccle      | site de Longchamps (ancien Vélodrome)        | 1895-1896 (7e)       | 7e          | 1er               |
| 8  | Skill Football Club de Bruxelles     | N/A  | Koekelberg | Avenue de Wemmel                             | 1899-1900 (3e)       | 3e          | 5e                |
| 9  | Football Club Liégeois               | 4    | Cointe     | Plaine du Champ d'Oiseaux                    | 1895-1896 (7e)       | 7e          | 6e                |
| 10 | Union Saint-Gilloise                 | 10   | Uccle      | rue du Kersberg (actuelle rue A. Asselbergs) | 1901-1902 (1re)      | 1re         | N/A               |
| 11 | Verviers Football Club               | 8    | Verviers   | ?                                            | 1900-1901 (2e)       | 2e          | 7e                |

### Localisations
| Antwerp Beerschot Bruxelles FC Brugeois CS Brugeois FC Liégeois Verviers FC |

#### Localisation des clubs bruxellois
les 5 cercles bruxellois sont :
(23) Léopold CB
Racing CB 
Skill FC (localisation incertaine)
A&RC Bruxelles (localisation incertaine)
Union SG

## Résultats
Les onze équipes sont réparties en deux poules, une de cinq équipes et une de six, selon leur localisation. Au total, ce sont 50 matches qui sont au programme lors de cette première phase, dont huit ne sont pas joués.
Légende
- Champion de Belgique 1902
- Club qualifié pour le tour final du championnat
- Clubs devant disputer le test-match pour l'attribution du titre
- Clubs ayant choisi de ne pas se présenter la saison suivante

Abréviations
T : Tenant du titre 1901

 : nouveau venu depuis la saison précédente

### Série d'Anvers, de Bruxelles et des Flandres
Cette série regroupe les deux équipes brugeoises, les deux cercles anversois et deux des cinq clubs de Bruxelles. Le Racing Club de Bruxelles et le Beerschot, respectivement champion et vice-champion la saison précédente, terminent en tête du groupe et se qualifient pour le tour final.
Cinq rencontres ne sont pas jouées et donnent lieu à des scores de forfait. Petit détail amusant, la partie opposant le Racing CB au FC Brugeois, initialement programmée le 22 décembre 1901, est plusieurs fois reportée. Son résultat ne pouvant plus influencer le classement final de la poule, le tour final débute sans que cette rencontre ne soit jouée et se termine le 27 avril 1902. Le match est finalement programmé pour le 4 mai 1902. Les brugeois, ne voulant pas payer un déplacement inutile, finissent par déclarer forfait, le troisième de la saison pour le club.

#### Résultats des rencontres
| Résultats (▼dom., ►ext.)                                   | ANT | BEE  | CSB | FCB  | RAC | SKI  |
| Antwerp FC                                                 |     | 0-0  | 4-1 | 5-0F | 1-1 | 5-0F |
| Beerschot AC                                               | 3-1 |      | 4-1 | 5-0F | 1-4 | 8-0  |
| CS Brugeois                                                | 3-1 | 3-1  |     | 3-1  | 0-5 | 1-2  |
| FC Brugeois                                                | 0-2 | 0-2  | 0-1 |      | 1-3 | 2-0  |
| Racing CB                                                  | 5-0 | 1-0  | 4-0 | 5-0F |     | 7-0  |
| Skill FC Bruxelles                                         | 0-2 | 0-5F | 4-1 | 4-2  | 0-5 |      |
| - Victoire à domicile - Match nul - Victoire à l'extérieur |     |      |     |      |     |      |

- 5-0F = Forfait, score de forfait infligé car l'équipe décrétée perdante ne s'est pas déplacée ou ne s'est pas présentée.

#### Classement final
| Rang | Équipe             | Pts | J  | G | N | P | Bp | Bc | Diff |
| ---- | ------------------ | --- | -- | - | - | - | -- | -- | ---- |
| 1    | Racing CB T        | 19  | 10 | 9 | 1 | 0 | 35 | 3  | +32  |
| 2    | Beerschot AC       | 13  | 10 | 6 | 1 | 3 | 19 | 10 | +9   |
| 3    | Antwerp FC         | 10  | 10 | 5 | 2 | 3 | 11 | 13 | -2   |
| 4    | CS Brugeois        | 8   | 10 | 4 | 0 | 6 | 14 | 26 | -12  |
| 5    | Skill FC Bruxelles | 6   | 10 | 3 | 0 | 7 | 10 | 28 | -18  |
| 6    | FC Brugeois        | 2   | 10 | 1 | 0 | 9 | 6  | 15 | -9   |

### Série de Liège et Bruxelles
Cette seconde série regroupe les deux clubs de la province de Liège et les trois autres clubs bruxellois. Il est dominé par le nouveau venu, l'Union Saint-Gilloise, qui se qualifie pour le tour final en compagnie du Léopold Club de Bruxelles.

#### Résultats des rencontres
| Résultats (▼dom., ►ext.)                                   | ARC | LEO  | USG  | FCL | VER  |
| Athletic & Running CB                                      |     | 0-2  | 1-2  | 2-1 | 5-2  |
| Léopold CB                                                 | 7-2 |      | 0-3  | 5-2 | 6-1  |
| Union St-Gilloise                                          | 2-0 | 5-0F |      | 4-0 | 5-0F |
| FC Liégeois                                                | 4-2 | 3-2  | 5-0F |     | 1-1  |
| Verviers FC                                                | 1-2 | 0-2  | 0-5  | 5-2 |      |
| - Victoire à domicile - Match nul - Victoire à l'extérieur |     |      |      |     |      |

- 5-0F = Forfait, score de forfait infligé car l'équipe décrétée perdante ne s'est pas déplacée ou ne s'est pas présentée.

Trois des ving rencontres prévues ne sont pas jouées, dont les deux dernières (Union-FC Liégeois et Union-Léopold) dont les résultats ne peuvent plus influencer le classement.

#### Classement final
| Rang | Équipe            | Pts | J | G | N | P | Bp | Bc | Diff |
| ---- | ----------------- | --- | - | - | - | - | -- | -- | ---- |
| 1    | Union St-Gilloise | 17  | 8 | 7 | 0 | 1 | 16 | 1  | +15  |
| 2    | Léopold CB        | 10  | 8 | 5 | 0 | 3 | 24 | 11 | +13  |
| 3    | FC Liégeois       | 7   | 8 | 3 | 1 | 4 | 13 | 21 | -8   |
| 4    | A&RC Bruxelles    | 6   | 8 | 3 | 0 | 5 | 15 | 22 | -7   |
| 5    | Verviers FC       | 3   | 8 | 1 | 1 | 6 | 10 | 23 | -13  |

### Tour final
Le tour final regroupe trois cercles bruxellois et un anversois. Ce dernier, le Beerschot est l'arbitre de la compétition finale. D'une part, les Kielratten infligent une défaite (5-3) au Léopold CB, qui perd à cette occasion les bénéfices de sa double confrontation positive contre le Racing CB (victoire 1-3 et partage 2-2). D'autre part, lors de la dernière journée, les Beerschotmen, qui se déplacent au « Léo », doivent être les principaux alliés des Racingmen. Mais les mauves anversois ne se déplacent pas et offrent une victoire par forfait au futur matricule 5. Ces deux points acquis sans jouer permettent au Léopold de terminer à égalité avec le Racing. Selon les règles en vigueur à l'époque, un match d'appui est nécessaire pour départager les deux équipes.

#### Résultats des rencontres
| Résultats (▼dom., ►ext.)                                   | BEE  | LEO | RAC | USG |
| Beerschot AC                                               |      | 5-3 | 1-4 | 2-3 |
| Léopold CB                                                 | 5-0F |     | 2-2 | 3-1 |
| Racing CB                                                  | 3-2  | 1-3 |     | 2-0 |
| Union St-Gilloise                                          | 4-2  | 1-3 | 0-3 |     |
| - Victoire à domicile - Match nul - Victoire à l'extérieur |      |     |     |     |

- 5-0F = Forfait, score de forfait infligé car l'équipe décrétée perdante ne s'est pas déplacée ou ne s'est pas présentée.

#### Classement final
| Rang | Équipe            | Pts | J | G | N | P | Bp | Bc | Diff |
| ---- | ----------------- | --- | - | - | - | - | -- | -- | ---- |
| 1    | Racing CB T       | 9   | 6 | 4 | 1 | 1 | 15 | 8  | +7   |
| 2    | Léopold CB        | 9   | 6 | 4 | 1 | 1 | 14 | 10 | +4   |
| 3    | Union St-Gilloise | 4   | 6 | 2 | 0 | 4 | 9  | 15 | -6   |
| 4    | Beerschot AC      | 2   | 6 | 1 | 0 | 5 | 12 | 17 | -5   |

### Test-match pour le titre
Un test-match est organisé pour départager le Racing Club de Bruxelles et le Léopold. Celui-ci se déroule sur terrain neutre et donne lieu à un match animé et riche en buts (7 au total). Finalement, le Racing CB parvient à conserver son titre en s'imposant après prolongation. Il réalise ainsi le premier triplé de l'Histoire en remportant trois titres consécutifs, le quatrième pour le club. Pour le « Léo », cette place de vice-champion constitue encore aujourd'hui le meilleur résultat du futur matricule 5.
| Date               | Match                    | Résultat |
| ------------------ | ------------------------ | -------- |
| 27 avril 1902      | Racing CB T - Léopold CB | 4-3      |
| RACING CB champion |                          |          |

### Meilleur buteur
Herbert Potts (Beerschot AC), pour la deuxième saison consécutive, cette fois avec 16 buts. Il est le troisième joueur à remporter deux fois cette distinction.

## «Division 2»
Une deuxième série est organisée, opposant les équipes réserves de certains clubs à des clubs débutants. Comme la saison précédente, elle porte le nom de « Division 2 ». Avec dix-neuf clubs engagés, elle est divisée en cinq groupes géographiques, de manière inégale. En effet, le « Groupe Namur » ne comprend qu'une seule équipe, le Namur FC, qui se qualifie ainsi directement pour la « Division 1 ». Le « Groupe Liège » et le « Groupe Anvers » ne comptent que deux équipes, le « Groupe Flandres » trois, alors que les onze autres sont rassemblées dans le « Groupe Brabant », dont les deux premiers sont qualifiés pour le prochain tour.

### Groupe Anvers
| Rang | Équipe              | Pts | J | G | N | P | Bp | Bc | Diff |
| ---- | ------------------- | --- | - | - | - | - | -- | -- | ---- |
| 1    | Antwerp Lyon's Club | 3   | 2 | 1 | 1 | 0 | 4  | 3  | +1   |
| 2    | Rés. Antwerp FC     | 1   | 2 | 0 | 1 | 1 | 3  | 4  | -1   |

À la fin de la saison, l'Antwerp Lyon's Club fusionne avec le Beerschot AC.

### Groupe Brabant
Ce classement n'a été retrouvé qu'incomplet, ce qui explique que certaines équipes aient moins de matches joués que d'autres. Certaines sources renseignent que le SC de Louvain aurait fini premier de ce groupe mais sans certitude. On est par contre sûrs de la qualification du club louvaniste et de l'Olympia CB pour le prochain tour.
En bas de classement, on ignore si le CS Schaerbeek et le United Sports Club renoncent à participer ou écopent d'un forfait général. La seconde solution est la plus probable et expliquerait la différence entre les buts inscrits et les buts marqués par les neuf autres équipes.
| Rang | Équipe                     | Pts | J  | G  | N | P  | Bp | Bc | Diff |
| ---- | -------------------------- | --- | -- | -- | - | -- | -- | -- | ---- |
| 1    | Olympia CB                 | 29  | 18 | 14 | 1 | 3  | 62 | 32 | +30  |
| 2    | SC de Louvain              | 28  | 18 | 13 | 2 | 3  | 40 | 31 | +9   |
| 3    | Rés. Racing CB             | 27  | 19 | 11 | 5 | 3  | 30 | 30 | 0    |
| 4    | Rés. Athletic & Running CB | 27  | 19 | 12 | 3 | 4  | 31 | 10 | +21  |
| 5    | US Bruxelloise             | 21  | 17 | 9  | 3 | 5  | 37 | 35 | +2   |
| 6    | Rés. Léopold CB            | 20  | 17 | 10 | 0 | 7  | 29 | 29 | 0    |
| 7    | Daring Brussels Club       | 16  | 15 | 7  | 2 | 6  | 27 | 30 | -3   |
| 8    | Rés. Union St-Gilloise     | 13  | 15 | 6  | 1 | 8  | 19 | 41 | -22  |
| 9    | Rés. Skill FC Bruxelles    | 9   | 16 | 4  | 1 | 11 | 13 | 41 | -28  |
| 10   | CS Schaerbeek              | 0   | 0  | 0  | 0 | 0  | 0  | 0  | 0    |
| 11   | United Sports Club         | 0   | 0  | 0  | 0 | 0  | 0  | 0  | 0    |

### Groupe Flandres
On sait que les trois équipes mentionnées dans le classement ont participé à la compétition mais on ignore les résultats exacts. Toujours est-il que la qualification de la réserve du FC Brugeois est certaine.
| Rang | Équipe           | Pts | J | G | N | P | Bp | Bc | Diff |
| ---- | ---------------- | --- | - | - | - | - | -- | -- | ---- |
| 1    | Rés. FC Brugeois | 0   | 0 | 0 | 0 | 0 | 0  | 0  | 0    |
| 2    | Rés. CS Brugeois | 0   | 0 | 0 | 0 | 0 | 0  | 0  | 0    |
| 2    | RC de Gand       | 0   | 0 | 0 | 0 | 0 | 0  | 0  | 0    |

### Groupe Liège
| Rang | Équipe                | Pts | J | G | N | P | Bp | Bc | Diff |
| ---- | --------------------- | --- | - | - | - | - | -- | -- | ---- |
| 1    | Stade Wallon Verviers | 3   | 2 | 1 | 1 | 0 | 5  | 1  | +4   |
| 2    | Rés. FC Liégeois      | 1   | 2 | 0 | 1 | 1 | 1  | 5  | -4   |

### Groupe Namur
Le Namur FC, précurseur du football namurois, est la seule équipe inscrite et se qualifie donc sans jouer.

## «Division 1»
La compétition du Brabant regroupant plus d'équipes que les quatre autres groupés réunis, elle dure également plus longtemps. Les deux premiers de ce groupe se qualifient directement pour les demi-finales de la « Division 1 », tandis que les vainqueurs des autres poules doivent d'abord passer par un tour préliminaire dont les deux premiers rejoignent les deux clubs brabançons.

### Premier tour
| Rang | Équipe                | Pts | J | G | N | P | Bp | Bc | Diff |
| ---- | --------------------- | --- | - | - | - | - | -- | -- | ---- |
| 1    | Antwerp Lyon's Club   | 10  | 6 | 5 | 0 | 1 | 26 | 7  | +19  |
| 2    | Stade Wallon Verviers | 8   | 6 | 4 | 0 | 2 | 8  | 5  | +3   |
| 2    | Rés. FC Brugeois      | 4   | 6 | 2 | 0 | 4 | 1  | 12 | -11  |
| 2    | Namur FC              | 2   | 6 | 1 | 0 | 5 | 1  | 12 | -11  |

### Phase finale
|  | Demi-finales          | Demi-finales          |       |  | Finale     | Finale |  |
|  |                       |                       |       |  |            |        |  |
|  | Olympia CB            | 5                     |       |  |            |        |  |
|  | Antwerp Lyon's Club   | 0                     |       |  |            |        |  |
|  |                       |                       |       |  | Olympia CB | 5      |  |
|  |                       | Stade Wallon Verviers | 0 fft |  |            |        |  |
|  | Stade Wallon Verviers | 1                     |       |  |            |        |  |
|  | SC de Louvain         | 0                     |       |  |            |        |  |

Le Stade Wallon Verviers ne se déplace pas pour disputer la finale, l'Olympia Club de Bruxelles est donc sacré champion de « Division 1 » sans jouer. Contrairement à l'Union Saint-Gilloise cette saison, il n'est pas autorisé à prendre part à la Division d'Honneur la saison prochaine.

## Récapitulatif de la saison
- Champion : Racing CB (4e titre)
- Première équipe à remporter quatre titres de champion de Belgique
- Première équipe à remporter trois titres de champion de Belgique consécutifs
- Quatrième titre pour la province de Brabant

| Région flamande (4)             | Région flamande (4) | Province de Brabant (5)      | Province de Brabant (5) | Région wallonne (2)    | Région wallonne (2) |
| ------------------------------- | ------------------- | ---------------------------- | ----------------------- | ---------------------- | ------------------- |
| Province d'Anvers               | 2                   | Région de Bruxelles-Capitale | 5                       | Province de Hainaut    | 0                   |
| Province de Flandre-Occidentale | 2                   | Province du Brabant flamand  | 0                       | Province de Liège      | 2                   |
| Province de Flandre-Orientale   | 0                   | Province du Brabant wallon   | 0                       | Province de Luxembourg | 0                   |
| Province de Limbourg            | 0                   |                              |                         | Province de Namur      | 0                   |

1. ↑  Au niveau footballistique, la province de Brabant est toujours unitaire malgré sa partition territoriale en 1995.

### Admission et relégation
Le règlement de la fédération ne prévoit ni relégation, ni admission automatique de nouveaux clubs. L'intégration de nouvelles équipes se fait sur « invitation ». L'Antwerp FC, qui a réussi à rassembler une nouvelle équipe, est autorisé à faire son retour en championnat.
L'Union Saint-Gilloise fait quant à elle ses grands débuts en Division d'Honneur et est considéré comme le premier club promu « officieux », grâce à sa victoire en « Division 1 » la saison précédente et surtout l'ampleur des défaites infligées à ses adversaires.
En fin de saison, le Skill Football Club de Bruxelles fusionne avec le Daring Football Club de Bruxelles pour former le Daring Club de Bruxelles. Le club ainsi créé n'est pas admis en championnat la saison suivante.

### Débuts en séries nationales
Un club fait ses débuts en séries nationales. Il est le 17e club différent à y apparaître.
- L'Union Saint-Gilloise est le septième club de la province de Brabant à jouer en séries nationales belges.

### Bilan de la saison
| Championnat de Belgique de football 1901-1902 |                                  |
| Champion                                      | Racing Club Bruxelles (4e titre) |
| Dauphin                                       | Léopold Club Bruxelles           |
| Promotions et relégations                     |                                  |
| Promus en Division d'Honneur                  | aucun                            |
| Relégués                                      | Skill FC Bruxelles (fusion)      |